# Dorcadion auratum
Dorcadion auratum là một loài bọ cánh cứng trong họ Cerambycidae.